# Lepidolaena fissistipula
Lepidolaena fissistipula là một loài rêu tản trong họ Lepidolaenaceae. Loài này được (Stephani) Grolle miêu tả khoa học lần đầu tiên năm 1987.